# Cyclodes pulchrior
Cyclodes pulchrior är en fjärilsart som beskrevs av Louis Beethoven Prout 1926. Cyclodes pulchrior ingår i släktet Cyclodes och familjen nattflyn. Inga underarter finns listade i Catalogue of Life.